# Seïfoulla Magomedov
Seïfoulla Magomedov (en russe : Сейфулла Магомедов), né le 15 mai 1983 à Makhatchkala (Daghestan, Russie), est un taekwondoïste russe.

## Palmarès

### Jeux olympiques
- 11e aux Jeux olympiques 2008 à Pékin (Chine)

### Championnats du monde
- Médaille de bronze des -54 kg du Championnat du monde 2011 à Gyeongju (Corée du Sud)
- Médaille de bronze des -54 kg du Championnat du monde 2005 à Madrid (Espagne)

### Championnats d'Europe
- Médaille d'or des -54 kg du Championnat d'Europe 2012 à Manchester (Royaume-Uni)
- Médaille d'or des -54 kg du Championnat d'Europe 2010 à Saint-Pétersbourg (Russie)
- Médaille d'or des -54 kg du Championnat d'Europe 2008 à Rome (Italie)
- Médaille d'or des -54 kg du Championnat d'Europe 2006 à Bonn (Allemagne)